# كالوميرا
كالوميرا هي مغنية أمريكية من أصل يوناني ولدت في 31 يناير 1985.

## روابط خارجية
كالوميرا على موقع IMDb (الإنجليزية)
- كالوميرا على موقع ميوزك برينز (الإنجليزية)
- كالوميرا على موقع ديسكوغز (الإنجليزية)
- كالوميرا على موقع قاعدة بيانات الفيلم (الإنجليزية)